# Parachelidonium
Parachelidonium is een kevergeslacht uit de familie van de boktorren (Cerambycidae). De wetenschappelijke naam van het geslacht werd voor het eerst geldig gepubliceerd in 2008 door Vives, Bentanachs & Chew.

## Soorten
Parachelidonium omvat de volgende soorten:
- Parachelidonium trapezemaculatum (Hüdepohl, 1998)
- Parachelidonium werneri Vives, Bentanachs & Chew, 2008